# Walter Gastón Bustos
Walter Gastón Bustos (Córdoba, Argentina, 20 de enero de 1984 - ibídem, 2 de febrero de 2013) fue un futbolista argentino que jugaba como volante de contención. Su último club fue Sportivo Patria de Formosa, equipo del Torneo Argentino B. Falleció el 2 de febrero de 2013 en la ciudad de Córdoba a causa del impacto que sufrió contra un árbol el coche en el que circulaba.

## Clubes
| Club              | País      | Año         |
| ----------------- | --------- | ----------- |
| Belgrano          | Argentina | 2004 - 2007 |
| CAI               | Argentina | 2007 - 2008 |
| Racing de Córdoba | Argentina | 2008        |
| Sportivo Patria   | Argentina | 2013        |